# Бенвенути, Джакомо (композитор)
Джакомо Бенвенути (итал. Giacomo Benvenuti; 16 марта 1885, Тосколано — 20 января 1943, Сало) — итальянский музыковед
 и композитор.

## Биография
Специалист по ранней итальянской музыке. Под редакцией Бенвенути издавались в Италии оперы Клаудио Монтеверди «Орфей» (1934, 1942) и «Коронация Поппеи» (1937), опера Никколо Пиччини «Добрая дочка» и др. Ценность представляет книга Бенвенути «Андреа и Джованни Габриэли и инструментальная музыка в соборе Святого Марка» (итал. Andrea e Giovanni Gabrieli e la musica strumentale in S. Marco; 1931). В 1939 г. учредил издательскую серию «Итальянские музыкальные классики» (итал. I Classici Musicali Italiani), выход которой был фактически застопорен эскалацией Второй мировой войны и остановился на 14-м выпуске после смерти Бенвенути. Бенвенути также преподавал, среди его учеников, в частности, Гвидо Агости. Библиотека Бенвенути в 1950 г. была приобретена Миланской консерваторией.
Умер 20 января 1943 года, в возрасте 57 лет.